# Сазаний Угол
Сазаний Угол — хутор в Харабалинском районе Астраханской области России. Входит в состав Кочковатского сельсовета.

## География
Хутор находится в центральной части Астраханской области, на левом берегу реки Ахтубы, на расстоянии примерно 9 километров (по прямой) к западу от города Харабали, административного центра района. Абсолютная высота — 20 метров ниже уровня моря. 

Климат умеренный, резко континентальный. Характеризуется высокими температурами летом и низкими — зимой, малым количеством осадков, а также большими годовыми и летними суточными амплитудами температуры воздуха.

## Население
| 2002 | 2010 |
| ---- | ---- |
| 15   | ↘13  |

По данным Всероссийской переписи, в 2010 году численность населения хутора составляла 13 человек (10 мужчин и 3 женщины). Согласно результатам переписи 2002 года, в национальной структуре населения русские составляли 100 %.

## Улицы
Уличная сеть хутора Сазаний Угол состоит из 2 улиц: ул. 1-я Набережная и 2-я Набережная.